# Guy Spence Gardner
Guy Spence Gardner (Altavista, 6 gennaio 1948) è un ex astronauta statunitense.
Ha partecipato, come pilota, a due missioni dello Space Shuttle, la STS-27 e l'STS-35.